# 枯野の宿
『枯野の宿』 （かれののやど）は、つげ義春による日本の短編漫画作品。1974年7月に、『漫画ストーリー』（双葉社）にて発表された。

## あらすじ

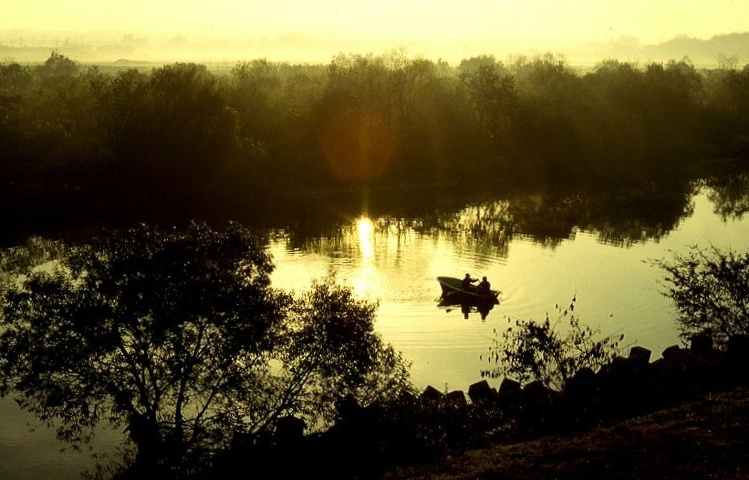
主人公は岩男の漕ぐ舟で霧のかかる川を「いい所」へ導かれんとするところで目を覚ます

生活費の三分の一を占める家賃からの解放をもくろむ寡作な漫画家の主人公が、羽生に、200万円くらいの予算で土地を買おうと一人でおもむくが、あえなく不動産屋に追い返され途方に暮れていると、利根川べりで突然に夕立に遭う。
仕方なくすぐそばにあった商人宿に泊まることになるが、そこで絵を志したという宿屋のせがれ・岩男に出会う。しかし40度近くの熱を出してしまい、翌日まで寝込むことになる。岩男が描いたという、壁一面枯野が描かれた部屋に宿泊するが、病床で主人公は夢を見る。霧の深い利根川らしき雰囲気の川を、岩男の漕ぐの舟で「いい所」へ導かれようとする中で目を覚ますと、そこには奥さんが迎えに来ている。彼女は「この部屋淋しいわね。この陰気な絵のせいかしら」というのにたいし、主人公は「とてもなじめる」というなど、夫婦の感覚のずれがさりげなく露呈される。最後は、主人公とその妻が利根川の土手を歩く何気ない場面で終わる。
芭蕉の句に「旅に病で夢は枯野をかけ廻る」という句があるが、後半は主人公が病んで見た夢の中で枯野を駆け巡っているという内容となる。

## その他

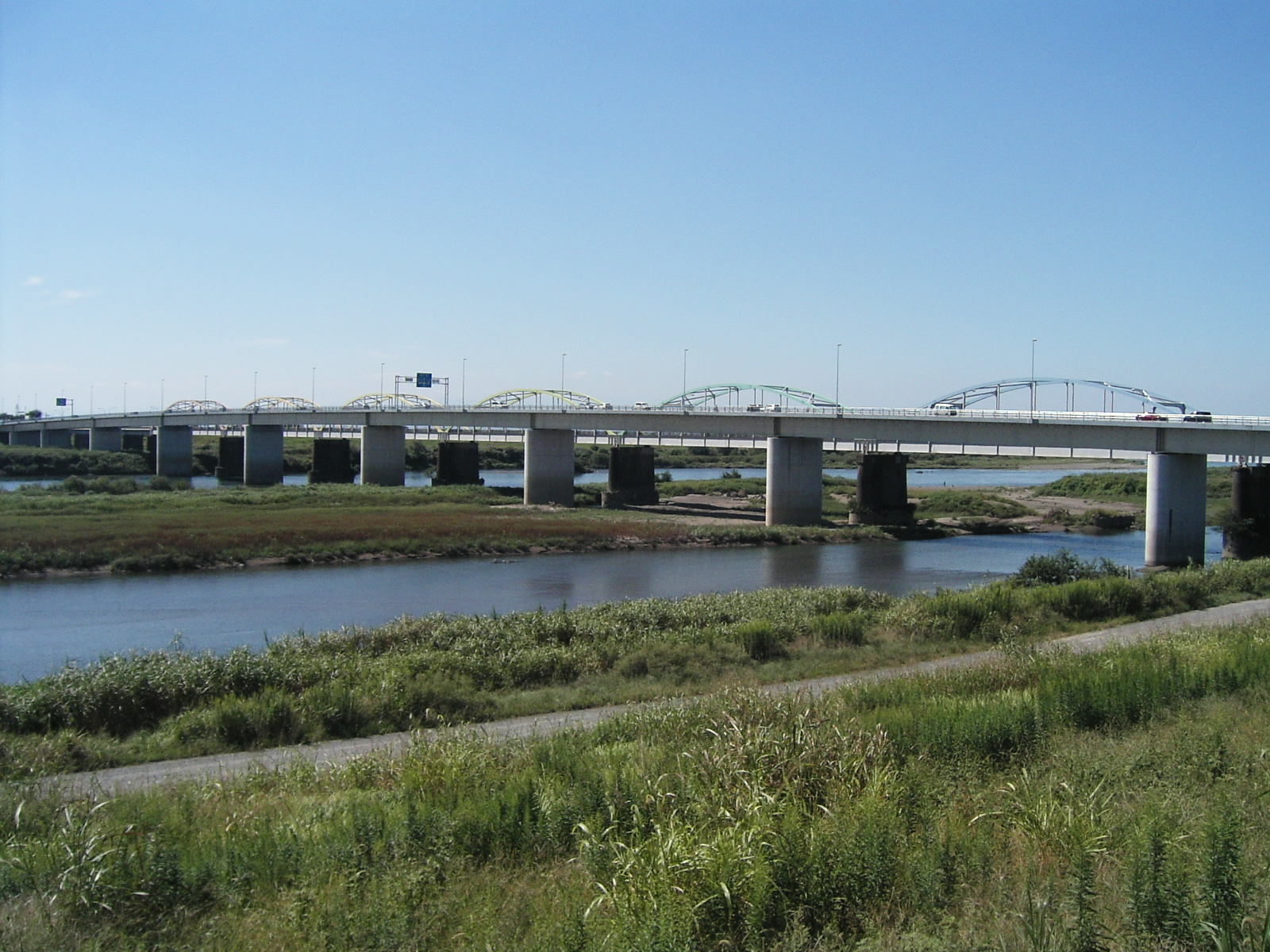
モデルになった利根川（昭和橋 群馬県明和町側）

この作品には、実際のつげの旅行でのいくつかのエピソードが、巧妙にコラージュされ使用されている（「つげ義春幻想紀行」参照）。
- この作品のの商人宿の部屋の壁一面に描かれたのと同じ竹林の中に三重塔が建つ図柄は、1967年につげが一人で東北を大旅行した際に訪れた二岐渓谷の湯小屋温泉の部屋に実際に描かれていたものである。「枯野の宿」では、その宿の息子が壁画を書いたことになっているが、実際は湯小屋温泉の主人が書いたものである。その隣の部屋につげは宿泊したことがあり「枯野の宿」の酒飲みのせがれ・岩男は、この宿の主人がモデルということになる。さらには、湯小屋温泉の主人の風貌とタバコを持つ”時代離れ”した手つきは、つげの旅もの作品のひとつ「会津の釣り宿」の宿の主人として描かれた。（注:湯小屋温泉の現在の経営者は代わっている。）
- 宿にて、あまりの寒気に無断で布団を出し横になっていると、岩男の母である宿の女将さんにそのことを激しく抗議される場面があるが、これはつげが過去に精神病者のみを宿泊させる定義温泉に頭痛がするのでわざわざ来たと嘘をつき宿泊した際に実際にあったエピソードがそのまま使用されている。

## 収録文献リスト
- 『蟻地獄・枯野の宿』（新潮社、1999年5月）